# Laignes (Côte-d’Or)
Laignes ist eine französische Gemeinde mit 669 Einwohnern (Stand: 1. Januar 2022) im Département Côte-d’Or in der Region Bourgogne-Franche-Comté. Die Gemeinde gehört zum Arrondissement Montbard und zum Kanton Châtillon-sur-Seine.

## Geographie
Laignes liegt etwa 76 Kilometer nordwestlich von Dijon und etwa 60 Kilometer östlich von Auxerre am Laignes. Umgeben wird Laignes von den Nachbargemeinden Griselles im Norden, Marcenay im Nordosten, Bissey-la-Pierre im Osten, Balot im Osten und Südosten, Nesle-et-Massoult im Südosten und Süden, Fontaines-les-Sèches im Süden, Sennevoy-le-Bas im Südwesten, Gigny im Westen sowie Nicey im Nordwesten.

## Bevölkerungsentwicklung
| Jahr                       | 1962 | 1968 | 1975 | 1982 | 1990 | 1999 | 2006 | 2013 | 2019 |
| Einwohner                  | 1032 | 1073 | 1004 | 1008 | 904  | 881  | 878  | 759  | 673  |
| Quellen: Cassini und INSEE |      |      |      |      |      |      |      |      |      |

## Verkehr
Laignes liegt an der Bahnstrecke Nuits-sous-Ravières–Châtillon-sur-Seine. Der Personenverkehr wurde zum 1. Juli 1938 eingestellt. Als Betriebsbahnhof für den Güterverkehr wird der Bahnhof noch genutzt.

## Sehenswürdigkeiten
- Kirche Saint-Didier, Monument historique seit 1930
- Kapelle Sainte-Marguerite
- Café Les Chiens Blancs, Monument historique seit 1995

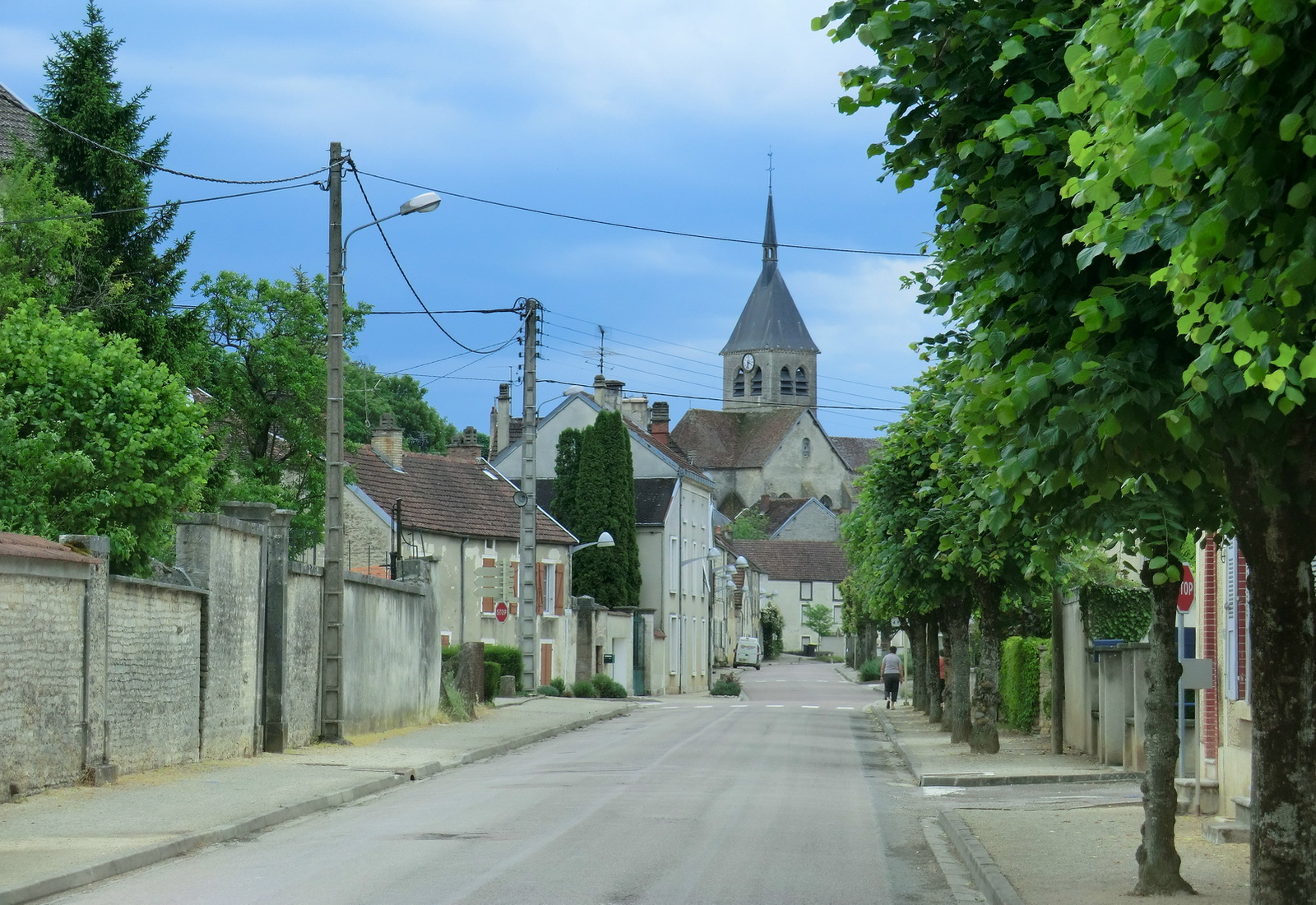
Blick auf die Kirche Saint-Didier
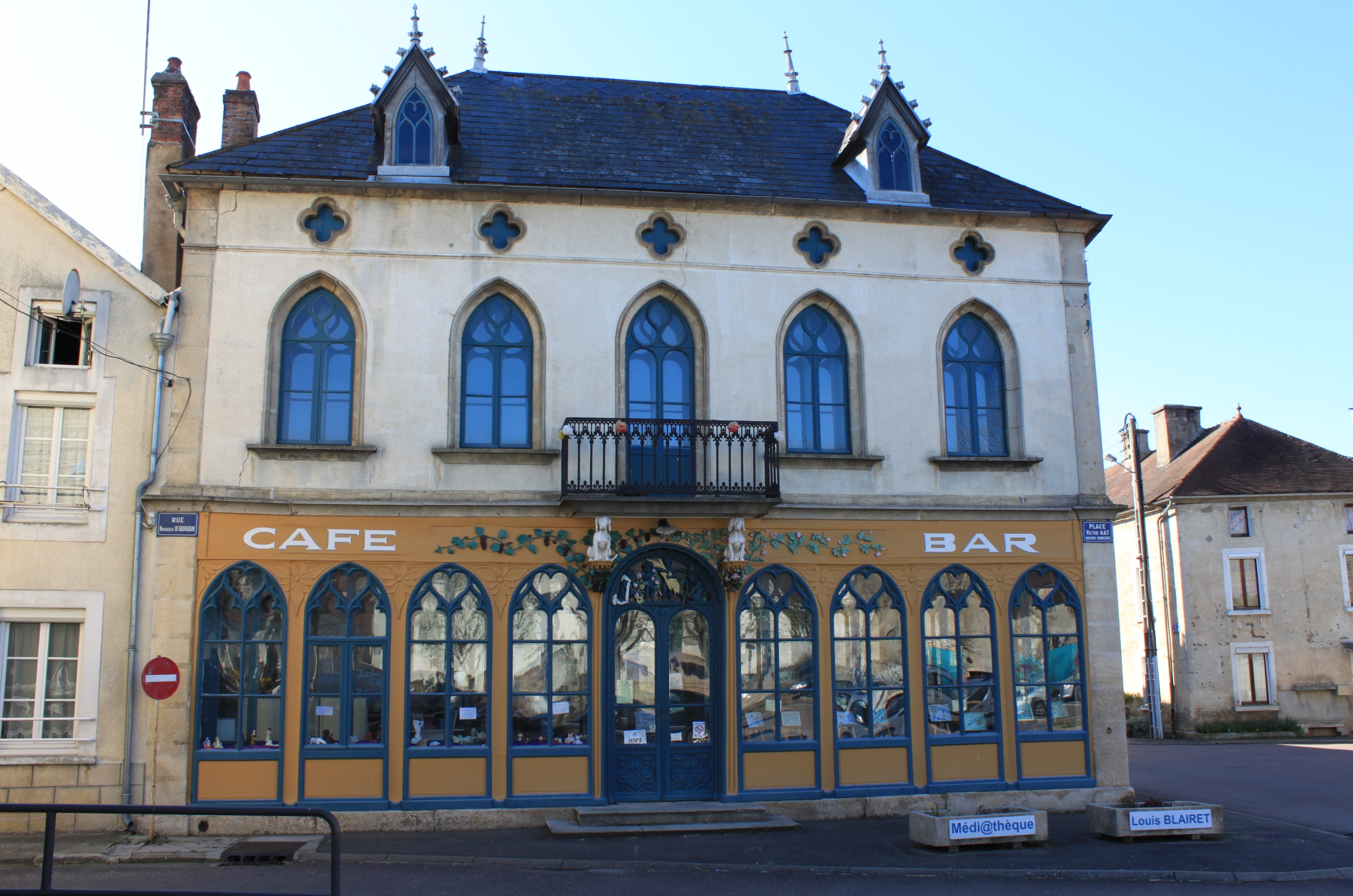
Café Les Chiens Blancs

## Persönlichkeiten
- Hyacinthe Guilleminot (1869–1922), Radiologe
- Christine Petit (* 1948), Genetikerin